# 2013年のル・マン24時間レース

サルト・サーキット

2013年のル・マン24時間レース（仏: 24 Heures du Mans 2013）は、フランス西部自動車クラブ (ACO) が統括する81回目のル・マン24時間レースであり、2013年のFIA 世界耐久選手権の第3ラウンドでもある。2013年6月22日から6月23日にかけてフランスのサルト・サーキットで行われた。今年度は最初のル・マン24時間レース（1923年）から90年目となる大会でもある。
レースはトム・クリステンセン、アラン・マクニッシュ、ロイック・デュバル組がドライブするアウディ・スポーツチーム・ヨーストのアウディ・R18 e-tron クアトロが優勝した。アウディは過去14年で12勝目を挙げ、クリステンセンは自己のル・マン24時間レース最多勝利の記録を9に伸ばした。オーク・レーシングのモーガン-ニッサンがLMP2クラスで優勝し、ポルシェ AG チーム・マンタイがLMGTE Proクラス、IMSA・パフォーマンス・マットムートがLMGTE Amクラスで優勝した。
LMGTE Amクラスでアラン・シモンセンがテルトル・ルージュでタイヤバリアに激突した。事故の衝撃でシモンセンのアストンマーティンは屋根の一部とロールケージが潰れるほど大破した。シモンセンは現場で応急手当を受けた後、サーキットのメディカル・センターに運ばれたが、負傷が原因で死亡した。

## スケジュール
| スケジュール                              | スケジュール                     | スケジュール                               |
| 日程                                      | 時刻 (CEST)                      | イベント                                   |
| ル・マン テストデー スケジュール          | ル・マン テストデー スケジュール | ル・マン テストデー スケジュール           |
| ----------------------------------------- | -------------------------------- | ------------------------------------------ |
| 6月7日(金)                                | 09:00 - 18:00                    | 管理チェック、公開車検（サーキット）       |
| 6月8日(土)                                | 09:00 - 15:00                    | 管理チェック、公開車検（サーキット）       |
| 6月9日(日)                                | 09:00 - 13:00                    | フリー・プラクティス                       |
| 6月9日(日)                                | 14:00 - 18:00                    | フリー・プラクティス                       |
| 2013年のル・マン24時間レース スケジュール |                                  |                                            |
| 6月16日(日)                               | 14:30 - 19:00                    | 管理チェック、公開車検（リパブリック広場） |
| 6月17日(月)                               | 10:00 - 18:00                    | 管理チェック、公開車検（リパブリック広場） |
| 6月19日(水)                               | 16:00 - 20:00                    | フリー・プラクティス                       |
| 6月19日(水)                               | 22:00 - 24:00                    | 予選                                       |
| 6月20日(木)                               | 19:00 - 21:00                    | 予選                                       |
| 6月20日(木)                               | 22:00 - 24:00                    | 予選                                       |
| 6月22日(土)                               | 09:00 - 09:45                    | ウォームアップ                             |
| 6月22日(土)                               | 15:00                            | 第81回ル・マン24時間レース スタート        |
| 6月23日(日)                               | 15:00                            | 第81回ル・マン24時間レース フィニッシュ    |

## エントリー
ACOはル・マン24時間レースの56の招待状を発行した。エントリーはLMP1（ル・マン・プロトタイプ 1）、LMP2（ル・マン・プロトタイプ 2）、LMGTE Pro（ル・マンGTエンデュランス・プロフェッショナル）、LMGTE Am（ル・マンGTエンデュランス・アマチュア）に区分された。1月16日のエントリー締め切りまでにACOは71通の申込書を受理した。

### 自動エントリー
自動エントリーの権利は前年度チャンピオン、またはアメリカン・ル・マン・シリーズ、ヨーロピアン・ル・マン・シリーズ、プチ・ル・マンといったル・マンをベースとしたシリーズの優勝者に与えられる。またいくつかのシリーズは2位にも与えられた。これに加えミシュラン・エナジー・エンデュランス・チャレンジ勝者にも与えられた。最後のエントリーはフォーミュラ・ル・マンの勝者に認められ、LMP2カテゴリーの勝者が招待される。今シーズンは初めてアメリカン・ル・マン・シリーズ、プチ・ル・マンの勝者が自動エントリーされない。その代わり、アメリカン・ル・マン・シリーズは「at-large」エントリーとして3台が招待された（シリーズは参加希望したチームにエントリー権を与えた。）。
自動エントリーが認められたチームは、車両は前年度の車両から変更することができるが、カテゴリーの変更は認められない。しかしながら、2つのGTEカテゴリーでは、これらのチームによって選ばれたドライバーラインアップに基づくチーム間での交換が可能である。
2012年11月14日、ACOは自動エントリーリストを発表した。
| エントリー条件                                                   | LMP1                              | LMP2                                                 | LMGTE Pro                                  | LMGTE Am                                   |
| ---------------------------------------------------------------- | --------------------------------- | ---------------------------------------------------- | ------------------------------------------ | ------------------------------------------ |
| 前年度優勝                                                       | アウディ・スポーツチーム ヨースト | スターワークス・モータースポーツ                     | AFコルセ                                   | ラルブル・コンペティション                 |
| 2012年のヨーロピアン・ル・マン・シリーズ優勝                     |                                   | ティリエ・バイ・TDSレーシング                        | JMWモータースポーツ                        | IMSA・パフォーマンス マットムート          |
| 2012年のヨーロピアン・ル・マン・シリーズ2位                      |                                   | オーク・レーシング                                   | JMBレーシング                              | AFコルセ                                   |
| アメリカン・ル・マン・シリーズ「at-large」エントリー             |                                   | - レベル5モータースポーツ - コンクェスト・レーシング | エクストリーム・スピード・モータースポーツ | エクストリーム・スピード・モータースポーツ |
| 2012年のFIA 世界耐久選手権 ミシュラン・グリーン X チャレンジ優勝 | アウディ・スポーツチーム ヨースト |                                                      | AFコルセ                                   | AFコルセ                                   |
| 2012年のヨーロピアン・ル・マン・シリーズFLMカテゴリー優勝        |                                   | ブーツェン・ジニオン・レーシング                     |                                            |                                            |

#### 56番目のエントリー
新技術のデモンストレーションを行うことになっていた2013年の56番目のエントリーに、ACOは2012年6月2日、スイスで開発されたGreenGT LMP-H2 - 水素電池で駆動するモーターがル・マン・プロトタイプ形式のボディーに収められる - が自動エントリーされると発表した。GreenGTはレースの3週間前に、水素電池システムの複雑な微調整を完了するには時間が不足しているとして撤退を発表した。56番に対する代替エントリーは行われなかった。

### エントリーリスト
2013年のFIA 世界耐久選手権のエントリー発表に関連して、ACOはル・マンへの56台のエントリーと予備の10台を発表した。
3月1日にエクストリーム・スピード・モータースポーツはLMGTE Amクラスへのフェラーリのエントリー撤退を発表し、アストンマーティン・レーシングが5台目の車両をエントリーさせることとなった。また、アストンマーティンはLMGTE AmからLMGTE Proへの参加へ変更した。2週間後、セバスチャン・ローブ・レーシングがLMP2 オレカ-ニッサンの撤退を発表、レース・パフォーマンスがオレカ-ジャッドをエントリーさせることとなった。前年度ル・マンおよび世界耐久選手権LMP2クラス優勝のスターワークス・モータースポーツも4月9日に撤退を発表、モーランド・レーシングがモーガン-ジャッドでエントリーすることとなった。ガルフ・レーシング・ミドルイーストは4月19日に2台目のLMP2を撤退させることを発表、DKRエンジニアリングのローラ・ジャッドがエントリーする。6月1日にグリーンGT・テクノロジーは56番目のエントリーから撤退することを発表した。これに代わってプロスピード・コンペティションのLMGTE Amクラスへのポルシェでのエントリーが発表された。イベントの始まりまでに、リザーブの数は1台にまで減少した。

## 予選
予選は3回、各2時間ずつ行われた。第1セッションは水曜の夜に行われ、第2セッションは木曜日の午後、最終セッションは木曜日の夕方に行われた。雨が第1セッションと第2セッションに影響を与え、事故のための何回かの中断があった後、終了が早められた。木曜日の終わりに、ロイック・デュバルのドライブするアウディ2番車が水曜日に出した 3:22.346 というタイムが総合ポールポジションに決定した。アウディはトップ3を確保し、トヨタの2台がポールタイムから4秒以上離れてこれに続いた。LMP2カテゴリーのポールポジションはオーク・レーシングのオリビエ・プラが木曜日の最終セッションで、ジョン・マーティンの水曜日の記録を破って獲得した。水曜日にアストンマーティンの99番車がLMGTE Proカテゴリの最速タイムを記録したが、姉妹車の97番車をドライブするシュテファン・ミュッケが木曜日にこれを破り、これを再び99番車のフレデリック・マコヴィッキィが更新、ポールポジションを獲得し、アストンマーティンが1-2となった。LMGTE Amカテゴリは両日ともアストンマーティンの95番車、アラン・シモンセンがポールポジションを獲得した。

### 予選結果
各クラスのポールポジションは太字で表示。最速タイムは灰色地で表示。
| 順位 | クラス    | No. | チーム                             | 予選1回目 | 予選2回目 | 予選3回目 | 差      | グリッド |
| ---- | --------- | --- | ---------------------------------- | --------- | --------- | --------- | ------- | -------- |
| 1    | LMP1      | 2   | アウディ・スポーツチーム ヨースト  | 3:22.346  | no time   | 3:27.513  |         | 1        |
| 2    | LMP1      | 1   | アウディ・スポーツチーム ヨースト  | 3:25.474  | 3:41.951  | 3:23.696  | +1.347  | 2        |
| 3    | LMP1      | 3   | アウディ・スポーツチーム ヨースト  | 3:24.341  | 3:40.990  | 3:24.776  | +1.992  | 3        |
| 4    | LMP1      | 8   | トヨタ・レーシング                 | 3:30.841  | 3:42.507  | 3:26.654  | +4.305  | 4        |
| 5    | LMP1      | 7   | トヨタ・レーシング                 | 3:26.676  | 3:40.924  | 3:28.859  | +4.327  | 5        |
| 6    | LMP1      | 12  | レベリオン・レーシング             | 3:30.423  | 3:42.261  | 3:28.935  | +6.586  | 6        |
| 7    | LMP1      | 13  | レベリオン・レーシング             | 3:32.167  | 4:07.039  | 3:37.296  | +9.818  | 7        |
| 8    | LMP1      | 21  | ストラッカ・レーシング             | 3:36.547  | no time   | 3:45.173  | +14.198 | 361      |
| 9    | LMP2      | 24  | オーク・レーシング                 | 3:40.780  | no time   | 3:38.621  | +16.272 | 8        |
| 10   | LMP2      | 26  | G-ドライブ・レーシング             | 3:39.535  | 3:53.998  | 3:45.468  | +17.186 | 9        |
| 11   | LMP2      | 38  | Jotaスポーツ                       | 3:44.835  | no time   | 3:40.459  | +18.110 | 10       |
| 12   | LMP2      | 43  | モーランド・レーシング             | 3:40.741  | no time   | 3:43.839  | +18.392 | 11       |
| 13   | LMP2      | 25  | デルタ-ADR                         | 3:40.925  | 4:12.200  | 3:45.147  | +18.576 | 12       |
| 14   | LMP2      | 47  | KCMG                               | 3:45.500  | no time   | 3:41.042  | +18.693 | 13       |
| 15   | LMP2      | 48  | マーフィー・プロトタイプス         | 3:44.538  | no time   | 3:41.569  | +19.220 | 14       |
| 16   | LMP2      | 36  | シグナテック アルピーヌ            | 3:43.835  | 4:06.213  | 3:41.654  | +19.305 | 15       |
| 17   | LMP2      | 35  | オーク・レーシング                 | 3:42.387  | no time   | 3:41.854  | +19.505 | 16       |
| 18   | LMP2      | 49  | ペコム・レーシング                 | 3:43.420  | 4:00.127  | 3:44.637  | +21.071 | 17       |
| 19   | LMP2      | 46  | ティリエ・バイ・TDSレーシング      | 3:43.494  | no time   | no time   | +21.145 | 371      |
| 20   | LMP2      | 42  | グリーヴス・モータースポーツ       | 3:49.421  | 3:58.807  | 3:44.421  | +22.072 | 18       |
| 21   | LMP2      | 41  | グリーヴス・モータースポーツ       | no time   | 3:56.487  | 3:44.621  | +22.272 | 19       |
| 22   | LMP2      | 34  | レース・パフォーマンス             | 3:45.244  | no time   | 3:51.498  | +22.895 | 20       |
| 23   | LMP2      | 32  | ロータス                           | no time   | 4:12.327  | 3:45.274  | +22.925 | 21       |
| 24   | LMP2      | 31  | ロータス                           | 3:47.920  | no time   | 3:49.548  | +25.571 | 381      |
| 25   | LMP2      | 45  | オーク・レーシング                 | 3:48.196  | no time   | 3:59.988  | +25.847 | 22       |
| 26   | LMP2      | 33  | レベル5モータースポーツ            | 3:48.597  | 4:03.528  | 3:53.861  | +26.248 | 23       |
| 27   | LMP2      | 28  | ガルフ・レーシング・ミドルイースト | 3:49.096  | no time   | 4:08.116  | +26.747 | 391      |
| 28   | LMP2      | 30  | HVM ステータスGP                   | 3:49.805  | 4:14.473  | 3:54.358  | +27.456 | 24       |
| 29   | LMGTE Pro | 99  | アストンマーティン・レーシング     | 3:55.658  | 4:17.862  | 3:54.635  | +32.286 | 25       |
| 30   | LMGTE Pro | 97  | アストンマーティン・レーシング     | 3:56.004  | 4:25.834  | 3:55.445  | +33.096 | 26       |
| 31   | LMGTE Pro | 92  | ポルシェ AG チーム・マンタイ       | 3:56.457  | 4:29.096  | 3:55.491  | +33.142 | 27       |
| 32   | LMGTE Pro | 51  | AFコルセ                           | 3:55.909  | 4:20.620  | 4:00.196  | +33.560 | 28       |
| 33   | LMGTE Pro | 98  | アストンマーティン・レーシング     | 3:56.336  | no time   | 4:01.283  | +33.987 | 401      |
| 34   | LMGTE Pro | 71  | AFコルセ                           | 3:56.471  | 4:25.740  | 3:58.078  | +34.122 | 29       |
| 35   | LMGTE Pro | 91  | ポルシェ AG チーム・マンタイ       | 3:56.573  | 4:17.996  | 3:58.433  | +34.224 | 30       |
| 36   | LMP2      | 39  | DKRエンジニアリング                | 3:56.905  | no time   | 4:03.613  | +34.556 | 411      |
| 37   | LMP2      | 40  | ブーツェン・ジニオン・レーシング   | 3:57.139  | 4:11.137  | 4:10.631  | +34.790 | 421      |
| 38   | LMGTE Am  | 95  | アストンマーティン・レーシング     | 3:58.661  | 4:19.486  | 3:57.776  | +35.427 | 31       |
| 39   | LMGTE Pro | 74  | コルベット・レーシング             | 3:59.860  | 4:21.574  | 3:58.644  | +36.295 | 32       |
| 40   | LMGTE Am  | 88  | プロトン・コンペティション         | 3:59.246  | no time   | 3:58.889  | +36.540 | 431      |
| 41   | LMGTE Pro | 73  | コルベット・レーシング             | 3:59.526  | 4:11.034  | 4:02.189  | +37.177 | 33       |
| 42   | LMGTE Am  | 96  | アストンマーティン・レーシング     | 4:01.035  | 4:18.829  | 3:59.805  | +37.456 | 441      |
| 43   | LMGTE Am  | 61  | AFコルセ                           | 4:02.815  | 4:24.897  | 3:59.997  | +37.648 | 451      |
| 44   | LMGTE Am  | 67  | IMSA・パフォーマンス・マットムート | 4:00.503  | no time   | 4:50.043  | +38.154 | 461      |
| 45   | LMGTE Am  | 75  | プロスピード・コンペティション     | 4:11.719  | no time   | 4:00.682  | +38.333 | 471      |
| 46   | LMGTE Pro | 53  | SRTモータースポーツ                | 4:03.127  | no time   | 4:00.802  | +38.453 | 34       |
| 47   | LMGTE Am  | 77  | デンプシー デル・ピエロ-プロトン   | 4:03.378  | no time   | 4:00.916  | +38.567 | 481      |
| 48   | LMGTE Am  | 76  | IMSA・パフォーマンス・マットムート | 4:01.713  | no time   | 4:15.101  | +39.364 | 491      |
| 49   | LMGTE Am  | 81  | 8スター・モータースポーツ          | 4:07.625  | 4:24.002  | 4:01.934  | +39.585 | 501      |
| 50   | LMGTE Pro | 93  | SRTモータースポーツ                | 4:03.461  | no time   | 4:04.477  | +41.112 | 35       |
| 51   | LMGTE Am  | 55  | AFコルセ                           | 4:03.966  | 4:22.194  | 4:05.924  | +41.617 | 511      |
| 52   | LMGTE Am  | 70  | ラルブル・コンペティション         | 4:04.512  | 4:38.739  | 4:29.068  | +42.163 | 521      |
| 53   | LMGTE Am  | 50  | ラルブル・コンペティション         | 4:04.873  | 4:31.216  | 4:09.723  | +42.524 | 531      |
| 54   | LMGTE Pro | 66  | JMWモータースポーツ                | no time   | no time   | 4:05.417  | +43.068 | 541      |
| 55   | LMGTE Am  | 54  | AFコルセ                           | 4:09.064  | no time   | 4:41.506  | +46.715 | 551      |
| 56   | LMGTE Am  | 57  | クローン・レーシング               | no time   | no time   | 4:16.233  | +53.884 | 561      |
| 順位 | クラス    | No. | チーム                             | 予選1回目 | 予選2回目 | 予選3回目 | 差      | グリッド |

- ^ - 印の付いた車両はクラスのポールタイムの110%以内に入らなかったため、グリッド後方に下げられた[21]。

## 決勝
決勝は6月22日（土）の15:00 (CEST) にスタートした。3ラップ目にアストンマーティン95番車をドライブするアラン・シモンセンがテルトル・ルージュでコントロールを失いタイヤバリアに激突した。強い衝撃のため屋根の一部とロールケージが変形し、シモンセンは駆けつけた救護員によって救助され、メディカル・センターに運ばれたものの、負傷のため死亡した。アストンマーティン・レーシングは他に4台を参加させていたが、シモンセンの家族がレースの継続を願ったため撤退しなかった。
レースの序盤はアンドレ・ロッテラーのアウディ1番車とアンソニー・デビッドソンのトヨタ8番車でトップが争われた。3時間を終えた頃、アウディがリードを確立し、トップ3を維持する。3連勝を狙うアウディ1番車はトム・クリステンセンのアウディ2番車に追い上げられ、およそ1分の差となる。7時間目の辺りでクランクセンサーに異常が生じ、1番車は長時間のピットストップを強いられる。レースに復帰した時点で24位へ後退し、結局は5位でフィニッシュする。2位に浮上したオリバー・ジャービスのアウディ3番車もまた問題を抱え、パンクのため数分を失う。22時間が過ぎた頃、ニコラ・ラピエールのドライブするトヨタ7番車をかわして3位でフィニッシュした。ラピエールは直後にスリップのため壁に接触した。彼は車を放棄するように見えたが、再びスタートしてピットに戻り応急修理を受けた。レースに復帰して4位争いを始める。レースの終盤、トヨタ8番車のセバスチャン・ブエミは、すぐ2位を受け入れると決めた。
レースはいくつかの重大事故のためセーフティーカーが12回出動し、スローペースで進んだ。コースオフィシャルが事故のため破損したセーフティバリアを修復するため多くの時間が必要となった。セーフティカーがコースを走行している時間は合計で5.5時間に及んだ。
レースはトム・クリステンセン、アラン・マクニッシュ、ロイック・デュバル組のアウディ・R18 e-tron クアトロ2番車が優勝した。クリステンセンは9回目、マクニッシュは3回目、デュバルは初めてのル・マン優勝となった。アウディにとっては14年間で12回目の優勝となった。アウディは24時間を経過した時点でトヨタ・TS030 HYBRID8番車に対して1ラップの差を付け、アウディの3番車も表彰台に入った。LMP2カテゴリではオーク・レーシングのベルトラン・バゲット、マーティン・プロウマン、リカルド・ゴンザレス組が優勝、オーク・レーシングはクラスで1-2フィニッシュとなった。LMGTE Proカテゴリではポルシェ チーム・マンタイのマルク・リープ、リヒャルト・リーツ、ロマン・デュマ組が新型ポルシェ・991のデビューを優勝で飾った。LMGTE AmカテゴリではIMSA・パフォーマンスのジャン＝カール・ヴェルネイ、レイモン・ナラク、クリストフ・ブーレ組が優勝、ポルシェのル・マンでの勝利を100へ伸ばした。レース後の車検でG-ドライブ・レーシングのオレカ-ニッサン26番車は燃料タンクの容量がオーバーしていたことで失格となり、グリーヴス・モータースポーツのザイテック-ニッサン42番車がLMP2クラスの3位に繰り上がった。

### 決勝結果
各クラスの勝者は太字で表示。優勝ラップ数の70%（244）に満たない車両は非完走 (NC) で表示。
| 順位 | クラス    | No | チーム                             | ドライバー                                                                             | シャシー                                              | タイヤ | 周回数 |
| 順位 | クラス    | No | チーム                             | ドライバー                                                                             | エンジン                                              | タイヤ | 周回数 |
| ---- | --------- | -- | ---------------------------------- | -------------------------------------------------------------------------------------- | ----------------------------------------------------- | ------ | ------ |
| 1    | LMP1      | 2  | アウディ・スポーツチーム ヨースト  | - アラン・マクニッシュ - トム・クリステンセン - ロイック・デュバル                     | アウディ・R18 e-tron クアトロ                         | M      | 348    |
| 1    | LMP1      | 2  | アウディ・スポーツチーム ヨースト  | - アラン・マクニッシュ - トム・クリステンセン - ロイック・デュバル                     | アウディ TDI 3.7 L Turbo V6 (ハイブリッド ディーゼル) | M      | 348    |
| 2    | LMP1      | 8  | トヨタ・レーシング                 | - アンソニー・デビッドソン - ステファン・サラザン - セバスチャン・ブエミ               | トヨタ・TS030 HYBRID                                  | M      | 347    |
| 2    | LMP1      | 8  | トヨタ・レーシング                 | - アンソニー・デビッドソン - ステファン・サラザン - セバスチャン・ブエミ               | トヨタ 3.4 L V8 (ハイブリッド)                        | M      | 347    |
| 3    | LMP1      | 3  | アウディ・スポーツチーム ヨースト  | - マルク・ジェネ - オリバー・ジャービス - ルーカス・ディ・グラッシ                     | アウディ・R18 e-tron クアトロ                         | M      | 347    |
| 3    | LMP1      | 3  | アウディ・スポーツチーム ヨースト  | - マルク・ジェネ - オリバー・ジャービス - ルーカス・ディ・グラッシ                     | アウディ TDI 3.7 L Turbo V6 (ハイブリッド ディーゼル) | M      | 347    |
| 4    | LMP1      | 7  | トヨタ・レーシング                 | - アレクサンダー・ヴルツ - ニコラ・ラピエール - 中嶋一貴                               | トヨタ・TS030 HYBRID                                  | M      | 341    |
| 4    | LMP1      | 7  | トヨタ・レーシング                 | - アレクサンダー・ヴルツ - ニコラ・ラピエール - 中嶋一貴                               | トヨタ 3.4 L V8 (ハイブリッド)                        | M      | 341    |
| 5    | LMP1      | 1  | アウディ・スポーツチーム ヨースト  | - アンドレ・ロッテラー - マルセル・フェスラー - ブノワ・トレルイエ                     | アウディ・R18 e-tron クアトロ                         | M      | 338    |
| 5    | LMP1      | 1  | アウディ・スポーツチーム ヨースト  | - アンドレ・ロッテラー - マルセル・フェスラー - ブノワ・トレルイエ                     | アウディ TDI 3.7 L Turbo V6 (ハイブリッド ディーゼル) | M      | 338    |
| 6    | LMP1      | 21 | ストラッカ・レーシング             | - ニック・レヴェンティス - ジョニー・ケイン - ダニー・ワッツ                           | HPD ARX-03c                                           | M      | 332    |
| 6    | LMP1      | 21 | ストラッカ・レーシング             | - ニック・レヴェンティス - ジョニー・ケイン - ダニー・ワッツ                           | ホンダ LM-V8 3.4 L V8                                 | M      | 332    |
| 7    | LMP2      | 35 | オーク・レーシング                 | - ベルトラン・バゲット - マーティン・プロウマン - リカルド・ゴンザレス                 | モーガン・LMP2                                        | D      | 329    |
| 7    | LMP2      | 35 | オーク・レーシング                 | - ベルトラン・バゲット - マーティン・プロウマン - リカルド・ゴンザレス                 | ニッサン VK45DE 4.5 L V8                              | D      | 329    |
| 8    | LMP2      | 24 | オーク・レーシング                 | - オリビエ・プラ - アレックス・ブランドル - デイヴィッド・ハイネマイヤー・ハンソン     | モーガン・LMP2                                        | D      | 328    |
| 8    | LMP2      | 24 | オーク・レーシング                 | - オリビエ・プラ - アレックス・ブランドル - デイヴィッド・ハイネマイヤー・ハンソン     | ニッサン VK45DE 4.5 L V8                              | D      | 328    |
| 9    | LMP2      | 42 | グリーヴス・モータースポーツ       | - ミハエル・クルム - ヤン・マーデンボロー - ルーカス・オルドネス                       | ザイテック・Z11SN                                     | D      | 327    |
| 9    | LMP2      | 42 | グリーヴス・モータースポーツ       | - ミハエル・クルム - ヤン・マーデンボロー - ルーカス・オルドネス                       | ニッサン VK45DE 4.5 L V8                              | D      | 327    |
| 10   | LMP2      | 49 | ペコム・レーシング                 | - ルイス・ペレス・コンパンク - ピエール・カッファー - ニコラ・ミナシアン               | オレカ・03                                            | M      | 325    |
| 10   | LMP2      | 49 | ペコム・レーシング                 | - ルイス・ペレス・コンパンク - ピエール・カッファー - ニコラ・ミナシアン               | ニッサン VK45DE 4.5 L V8                              | M      | 325    |
| 11   | LMP2      | 43 | モーランド・レーシング             | - ナターシャ・ガシュナン - フランク・マイルー - オリビエ・ロンバール                   | モーガン・LMP2                                        | D      | 320    |
| 11   | LMP2      | 43 | モーランド・レーシング             | - ナターシャ・ガシュナン - フランク・マイルー - オリビエ・ロンバール                   | ジャッド HK 3.6 L V8                                  | D      | 320    |
| 12   | LMP2      | 48 | マーフィー・プロトタイプス         | - ブレンドン・ハートレイ - カルン・チャンドック - マーク・パターソン                   | オレカ・03                                            | D      | 319    |
| 12   | LMP2      | 48 | マーフィー・プロトタイプス         | - ブレンドン・ハートレイ - カルン・チャンドック - マーク・パターソン                   | ニッサン VK45DE 4.5 L V8                              | D      | 319    |
| 13   | LMP2      | 38 | Jotaスポーツ                       | - サイモン・ドゥーラン - オリバー・ターベイ - ルーカス・ルーア                         | ザイテック・Z11SN                                     | D      | 319    |
| 13   | LMP2      | 38 | Jotaスポーツ                       | - サイモン・ドゥーラン - オリバー・ターベイ - ルーカス・ルーア                         | ニッサン VK45DE 4.5 L V8                              | D      | 319    |
| 14   | LMP2      | 36 | シグナテック-アルピーヌ            | - ピエール・ラグ - ネルソン・パンシアティッシ - トリスタン・ゴマンディ                 | アルピーヌ・A450                                      | M      | 317    |
| 14   | LMP2      | 36 | シグナテック-アルピーヌ            | - ピエール・ラグ - ネルソン・パンシアティッシ - トリスタン・ゴマンディ                 | ニッサン VK45DE 4.5 L V8                              | M      | 317    |
| 15   | LMGTE Pro | 92 | ポルシェ AG チーム・マンタイ       | - マルク・リープ - リヒャルト・リーツ - ロマン・デュマ                                 | ポルシェ・911 RSR                                     | M      | 315    |
| 15   | LMGTE Pro | 92 | ポルシェ AG チーム・マンタイ       | - マルク・リープ - リヒャルト・リーツ - ロマン・デュマ                                 | ポルシェ 4.0 L Flat-6                                 | M      | 315    |
| 16   | LMGTE Pro | 91 | ポルシェ AG チーム・マンタイ       | - ヨルグ・ベルグマイスター - ティモ・ベルンハルト - パトリック・ピレ                   | ポルシェ・911 RSR                                     | M      | 315    |
| 16   | LMGTE Pro | 91 | ポルシェ AG チーム・マンタイ       | - ヨルグ・ベルグマイスター - ティモ・ベルンハルト - パトリック・ピレ                   | ポルシェ 4.0 L Flat-6                                 | M      | 315    |
| 17   | LMGTE Pro | 97 | アストンマーティン・レーシング     | - ダレン・ターナー - ピーター・ダンブレック - シュテファン・ミュッケ                   | アストンマーティン・ヴァンテージ GTE                  | M      | 314    |
| 17   | LMGTE Pro | 97 | アストンマーティン・レーシング     | - ダレン・ターナー - ピーター・ダンブレック - シュテファン・ミュッケ                   | アストンマーティン 4.5 L V8                           | M      | 314    |
| 18   | LMP2      | 34 | レース・パフォーマンス             | - ミケル・フライ - パトリック・ニーダーハウザー - ジェロエン・ブリークモレン           | オレカ・03                                            | D      | 314    |
| 18   | LMP2      | 34 | レース・パフォーマンス             | - ミケル・フライ - パトリック・ニーダーハウザー - ジェロエン・ブリークモレン           | ジャッド HK 3.6 L V8                                  | D      | 314    |
| 19   | LMGTE Pro | 73 | コルベット・レーシング             | - アントニオ・ガルシア - ヤン・マグヌッセン - ジョーダン・テイラー                     | シボレー・コルベット C6.R                             | M      | 312    |
| 19   | LMGTE Pro | 73 | コルベット・レーシング             | - アントニオ・ガルシア - ヤン・マグヌッセン - ジョーダン・テイラー                     | シボレー 5.5 L V8                                     | M      | 312    |
| 20   | LMGTE Pro | 71 | AFコルセ                           | - オリビエ・ベレッタ - 小林可夢偉 - トニ・バイランダー                                 | フェラーリ・458イタリア GT2                           | M      | 312    |
| 20   | LMGTE Pro | 71 | AFコルセ                           | - オリビエ・ベレッタ - 小林可夢偉 - トニ・バイランダー                                 | フェラーリ 4.5 L V8                                   | M      | 312    |
| 21   | LMGTE Pro | 51 | AFコルセ                           | - ジャンマリア・ブルーニ - ジャンカルロ・フィジケラ - マッテオ・マルーチェリ           | フェラーリ・458イタリア GT2                           | M      | 311    |
| 21   | LMGTE Pro | 51 | AFコルセ                           | - ジャンマリア・ブルーニ - ジャンカルロ・フィジケラ - マッテオ・マルーチェリ           | フェラーリ 4.5 L V8                                   | M      | 311    |
| 22   | LMGTE Pro | 74 | コルベット・レーシング             | - オリバー・ギャビン - リチャード・ウェストブルック - トミー・ミルナー                 | シボレー・コルベット C6.R                             | M      | 309    |
| 22   | LMGTE Pro | 74 | コルベット・レーシング             | - オリバー・ギャビン - リチャード・ウェストブルック - トミー・ミルナー                 | シボレー 5.5 L V8                                     | M      | 309    |
| 23   | LMP2      | 41 | グリーヴス・モータースポーツ       | - アレクサンダー・ロッシ - エリック・ラックス - トム・キンバー＝スミス                 | ザイテック・Z11SN                                     | D      | 307    |
| 23   | LMP2      | 41 | グリーヴス・モータースポーツ       | - アレクサンダー・ロッシ - エリック・ラックス - トム・キンバー＝スミス                 | ニッサン VK45DE 4.5 L V8                              | D      | 307    |
| 24   | LMGTE Pro | 53 | SRTモータースポーツ                | - マルク・ホーセンス - ドミニク・ファーンバッハー - ライアン・ダルジール               | SRT Viper GTS-R                                       | M      | 306    |
| 24   | LMGTE Pro | 53 | SRTモータースポーツ                | - マルク・ホーセンス - ドミニク・ファーンバッハー - ライアン・ダルジール               | SRT 8.0 L V10                                         | M      | 306    |
| 25   | LMGTE Am  | 76 | IMSA・パフォーマンス・マットムート | - レイモン・ナラク - クリストフ・ブーレ - ジャン＝カール・ヴェルネイ                   | ポルシェ・997 GT3-RSR                                 | M      | 306    |
| 25   | LMGTE Am  | 76 | IMSA・パフォーマンス・マットムート | - レイモン・ナラク - クリストフ・ブーレ - ジャン＝カール・ヴェルネイ                   | ポルシェ 4.0 L Flat-6                                 | M      | 306    |
| 26   | LMGTE Am  | 55 | AFコルセ                           | - ピエルジュゼッペ・パラジーニ - ロレンツォ・ケース - ダリル・オーヤン                 | フェラーリ・458イタリア GT2                           | M      | 305    |
| 26   | LMGTE Am  | 55 | AFコルセ                           | - ピエルジュゼッペ・パラジーニ - ロレンツォ・ケース - ダリル・オーヤン                 | フェラーリ 4.5 L V8                                   | M      | 305    |
| 27   | LMGTE Am  | 61 | AFコルセ                           | - ジャック・ガーバー - マット・グリフィン - マルコ・チオーチ                           | フェラーリ・458イタリア GT2                           | M      | 305    |
| 27   | LMGTE Am  | 61 | AFコルセ                           | - ジャック・ガーバー - マット・グリフィン - マルコ・チオーチ                           | フェラーリ 4.5 L V8                                   | M      | 305    |
| 28   | LMGTE Am  | 77 | デンプシー デル・ピエロ-プロトン   | - パトリック・デンプシー - パトリック・ロング - ジョー・フォスター                     | ポルシェ・997 GT3-RSR                                 | M      | 305    |
| 28   | LMGTE Am  | 77 | デンプシー デル・ピエロ-プロトン   | - パトリック・デンプシー - パトリック・ロング - ジョー・フォスター                     | ポルシェ 4.0 L Flat-6                                 | M      | 305    |
| 29   | LMGTE Am  | 50 | ラルブル・コンペティション         | - ジュリアン・カナル - パトリック・ボルンハウセ - リッキー・テイラー                   | シボレー・コルベット C6.R                             | M      | 302    |
| 29   | LMGTE Am  | 50 | ラルブル・コンペティション         | - ジュリアン・カナル - パトリック・ボルンハウセ - リッキー・テイラー                   | シボレー 5.5 L V8                                     | M      | 302    |
| 30   | LMGTE Am  | 96 | アストンマーティン・レーシング     | - ロアルト・ゲーテ - ジェイミー・キャンベル＝ウォルター - スチュワート・ホール         | アストンマーティン・ヴァンテージ GTE                  | M      | 301    |
| 30   | LMGTE Am  | 96 | アストンマーティン・レーシング     | - ロアルト・ゲーテ - ジェイミー・キャンベル＝ウォルター - スチュワート・ホール         | アストンマーティン 4.5 L V8                           | M      | 301    |
| 31   | LMGTE Pro | 93 | SRTモータースポーツ                | - トミー・ケンダル - ジョナサン・ボマリト - クノ・ウィットマー                         | SRT Viper GTS-R                                       | M      | 301    |
| 31   | LMGTE Pro | 93 | SRTモータースポーツ                | - トミー・ケンダル - ジョナサン・ボマリト - クノ・ウィットマー                         | SRT 8.0 L V10                                         | M      | 301    |
| 32   | LMP2      | 40 | ブーツェン・ジニオン・レーシング   | - トーマス・ダゴノー - マット・ダウンズ - ロディン・ユーネッシ                         | オレカ・03                                            | D      | 300    |
| 32   | LMP2      | 40 | ブーツェン・ジニオン・レーシング   | - トーマス・ダゴノー - マット・ダウンズ - ロディン・ユーネッシ                         | ニッサン VK45DE 4.5 L V8                              | D      | 300    |
| 33   | LMGTE Am  | 67 | IMSA・パフォーマンス・マットムート | - パスカル・ギボン - パトリス・ミレシ - ヴォルフ・ヘンツラー                           | ポルシェ・997 GT3-RSR                                 | M      | 300    |
| 33   | LMGTE Am  | 67 | IMSA・パフォーマンス・マットムート | - パスカル・ギボン - パトリス・ミレシ - ヴォルフ・ヘンツラー                           | ポルシェ 4.0 L Flat-6                                 | M      | 300    |
| 34   | LMGTE Pro | 66 | JMWモータースポーツ                | - アンドレア・ベルトリーニ - アブドルアジズ・アル・ファイサル - ハリド・アル・クバイシ | フェラーリ・458イタリア GT2                           | D      | 300    |
| 34   | LMGTE Pro | 66 | JMWモータースポーツ                | - アンドレア・ベルトリーニ - アブドルアジズ・アル・ファイサル - ハリド・アル・クバイシ | フェラーリ 4.5 L V8                                   | D      | 300    |
| 35   | LMGTE Am  | 88 | プロトン・コンペティション         | - クリスチャン・リード - ジャンルカ・ロダ - パオロ・ルベルティ                         | ポルシェ・997 GT3-RSR                                 | M      | 300    |
| 35   | LMGTE Am  | 88 | プロトン・コンペティション         | - クリスチャン・リード - ジャンルカ・ロダ - パオロ・ルベルティ                         | ポルシェ 4.0 L Flat-6                                 | M      | 300    |
| 36   | LMGTE Am  | 75 | プロスピード・コンペティション     | - エマニュエル・コラール - フランソワ・ペロド - セバスチャン・クルビレ                 | ポルシェ・997 GT3-RSR                                 | M      | 298    |
| 36   | LMGTE Am  | 75 | プロスピード・コンペティション     | - エマニュエル・コラール - フランソワ・ペロド - セバスチャン・クルビレ                 | ポルシェ 4.0 L Flat-6                                 | M      | 298    |
| 37   | LMGTE Am  | 81 | 8スター・モータースポーツ          | - エンツォ・ポトリッチオ - ルイ・アグアス - ジェイソン・ブライト                       | フェラーリ・458イタリア GT2                           | M      | 294    |
| 37   | LMGTE Am  | 81 | 8スター・モータースポーツ          | - エンツォ・ポトリッチオ - ルイ・アグアス - ジェイソン・ブライト                       | フェラーリ 4.5 L V8                                   | M      | 294    |
| 38   | LMP2      | 39 | DKRエンジニアリング                | - オリビエ・ポルタ - ロマン・ブランデラ - ステファン・ラフィン                         | ローラ・B11/40                                        | D      | 280    |
| 38   | LMP2      | 39 | DKRエンジニアリング                | - オリビエ・ポルタ - ロマン・ブランデラ - ステファン・ラフィン                         | ジャッド HK 3.6 L V8                                  | D      | 280    |
| 39   | LMP1      | 12 | レベリオン・レーシング             | - ニコラ・プロスト - ニール・ジャニ - ニック・ハイドフェルド                           | ローラ・B12/60                                        | M      | 275    |
| 39   | LMP1      | 12 | レベリオン・レーシング             | - ニコラ・プロスト - ニール・ジャニ - ニック・ハイドフェルド                           | トヨタ RV8KLM 3.4 L V8                                | M      | 275    |
| 40   | LMP1      | 13 | レベリオン・レーシング             | - マティアス・ベシェ - アンドレア・ベリッチ - コン・フー・チェン                       | ローラ・B12/60                                        | M      | 275    |
| 40   | LMP1      | 13 | レベリオン・レーシング             | - マティアス・ベシェ - アンドレア・ベリッチ - コン・フー・チェン                       | トヨタ RV8KLM 3.4 L V8                                | M      | 275    |
| 41   | LMGTE Am  | 70 | ラルブル・コンペティション         | - クーパー・マクニール - マヌエル・ロドリゲス - フィリップ・デュマ                     | シボレー・コルベット C6.R                             | M      | 268    |
| 41   | LMGTE Am  | 70 | ラルブル・コンペティション         | - クーパー・マクニール - マヌエル・ロドリゲス - フィリップ・デュマ                     | シボレー 5.5 L V8                                     | M      | 268    |
| NC   | LMP2      | 33 | レベル5モータースポーツ            | - スコット・タッカー - マリーノ・フランキッティ - ライアン・ブリスコー                 | HPD ARX-03b                                           | M      | 242    |
| NC   | LMP2      | 33 | レベル5モータースポーツ            | - スコット・タッカー - マリーノ・フランキッティ - ライアン・ブリスコー                 | ホンダ HR28TT 2.8 L Turbo V6                          | M      | 242    |
| DNF  | LMP2      | 46 | ティリエ・バイ・TDSレーシング      | - ピエール・ティリエ - ルドヴィク・バディ - マキシム・マルタン                         | オレカ・03                                            | D      | 310    |
| DNF  | LMP2      | 46 | ティリエ・バイ・TDSレーシング      | - ピエール・ティリエ - ルドヴィク・バディ - マキシム・マルタン                         | ニッサン VK45DE 4.5 L V8                              | D      | 310    |
| DNF  | LMGTE Pro | 99 | アストンマーティン・レーシング     | - ブルーノ・セナ - フレデリック・マコヴィッキィ - ロバート・ベル                       | アストンマーティン・ヴァンテージ GTE                  | M      | 248    |
| DNF  | LMGTE Pro | 99 | アストンマーティン・レーシング     | - ブルーノ・セナ - フレデリック・マコヴィッキィ - ロバート・ベル                       | アストンマーティン 4.5 L V8                           | M      | 248    |
| DNF  | LMP2      | 45 | オーク・レーシング                 | - ジャック・ニコレ - ジャン＝マルク・メルラン - フィリップ・モンドロー                 | モーガン・LMP2                                        | D      | 246    |
| DNF  | LMP2      | 45 | オーク・レーシング                 | - ジャック・ニコレ - ジャン＝マルク・メルラン - フィリップ・モンドロー                 | ニッサン VK45DE 4.5 L V8                              | D      | 246    |
| DNF  | LMP2      | 47 | KCMG                               | - アレキサンドレ・インペラトーリ - マシュー・ハウソン - ホーピン・タン                 | モーガン・LMP2                                        | M      | 241    |
| DNF  | LMP2      | 47 | KCMG                               | - アレキサンドレ・インペラトーリ - マシュー・ハウソン - ホーピン・タン                 | ニッサン VK45DE 4.5 L V8                              | M      | 241    |
| DNF  | LMGTE Pro | 98 | アストンマーティン・レーシング     | - ポール・ダラ・ラナ - ビル・オーバーレン - ペドロ・ラミー                             | アストンマーティン・ヴァンテージ GTE                  | M      | 221    |
| DNF  | LMGTE Pro | 98 | アストンマーティン・レーシング     | - ポール・ダラ・ラナ - ビル・オーバーレン - ペドロ・ラミー                             | アストンマーティン 4.5 L V8                           | M      | 221    |
| DNF  | LMP2      | 32 | ロータス                           | - トーマス・ホルツァー - ドミニク・クライハマー - ヤン・チャロウズ                     | ロータス・T128                                        | D      | 219    |
| DNF  | LMP2      | 32 | ロータス                           | - トーマス・ホルツァー - ドミニク・クライハマー - ヤン・チャロウズ                     | プラガ 3.6 L V8                                       | D      | 219    |
| DNF  | LMP2      | 30 | HVM ステータスGP                   | - ジョニー・マウレム - トニー・バージェス - ジョナサン・ハーシ                         | ローラ・B12/80                                        | D      | 153    |
| DNF  | LMP2      | 30 | HVM ステータスGP                   | - ジョニー・マウレム - トニー・バージェス - ジョナサン・ハーシ                         | ジャッド HK 3.6 L V8                                  | D      | 153    |
| DNF  | LMGTE Am  | 54 | AFコルセ                           | - ヤニック・マレゴル - ジャン＝マルク・バシェリエ - ハワード・ブランク                 | フェラーリ・458イタリア GT2                           | M      | 147    |
| DNF  | LMGTE Am  | 54 | AFコルセ                           | - ヤニック・マレゴル - ジャン＝マルク・バシェリエ - ハワード・ブランク                 | フェラーリ 4.5 L V8                                   | M      | 147    |
| DNF  | LMGTE Am  | 57 | クローン・レーシング               | - トレーシー・クローン - ニクラス・ヨンソン - マウリツィオ・メディアーニ               | フェラーリ・458イタリア・GT2                          | M      | 111    |
| DNF  | LMGTE Am  | 57 | クローン・レーシング               | - トレーシー・クローン - ニクラス・ヨンソン - マウリツィオ・メディアーニ               | フェラーリ 4.5 L V8                                   | M      | 111    |
| DNF  | LMP2      | 25 | デルタ-ADR                         | - トア・グレイヴ - アーチー・ハミルトン - 中野信治                                     | オレカ・03                                            | D      | 101    |
| DNF  | LMP2      | 25 | デルタ-ADR                         | - トア・グレイヴ - アーチー・ハミルトン - 中野信治                                     | ニッサン VK45DE 4.5 L V8                              | D      | 101    |
| DNF  | LMP2      | 28 | ガルフ・レーシング・ミドルイースト | - ファビアン・ジロー - フィリップ・ハエズブロウク - 井原慶子                           | ローラ・B12/80                                        | D      | 22     |
| DNF  | LMP2      | 28 | ガルフ・レーシング・ミドルイースト | - ファビアン・ジロー - フィリップ・ハエズブロウク - 井原慶子                           | ニッサン VK45DE 4.5 L V8                              | D      | 22     |
| DNF  | LMP2      | 31 | ロータス                           | - ケヴィン・ウィーダ - ジェームズ・ロシター - クリストフ・ブシュー                     | ロータス・T128                                        | D      | 17     |
| DNF  | LMP2      | 31 | ロータス                           | - ケヴィン・ウィーダ - ジェームズ・ロシター - クリストフ・ブシュー                     | プラガ 3.6 L V8                                       | D      | 17     |
| DNF  | LMGTE Am  | 95 | アストンマーティン・レーシング     | - アラン・シモンセン - クリスティアン・ポウルセン - クリストファー・ニギャルド         | アストンマーティン・ヴァンテージ GTE                  | M      | 2      |
| DNF  | LMGTE Am  | 95 | アストンマーティン・レーシング     | - アラン・シモンセン - クリスティアン・ポウルセン - クリストファー・ニギャルド         | アストンマーティン 4.5 L V8                           | M      | 2      |
| EX   | LMP2      | 26 | G-ドライブ・レーシング             | - ロマン・ルシノフ - ジョン・マーティン - マイク・コンウェイ                           | オレカ・03                                            | M      | –      |
| EX   | LMP2      | 26 | G-ドライブ・レーシング             | - ロマン・ルシノフ - ジョン・マーティン - マイク・コンウェイ                           | ニッサン VK45DE 4.5 L V8                              | M      | –      |